# رودخانه استیکین
رودخانه استیکین (به انگلیسی: Stikine River) یک رود در کانادا است که در بریتیش کلمبیا واقع شده‌است.